# 香川県指定文化財一覧

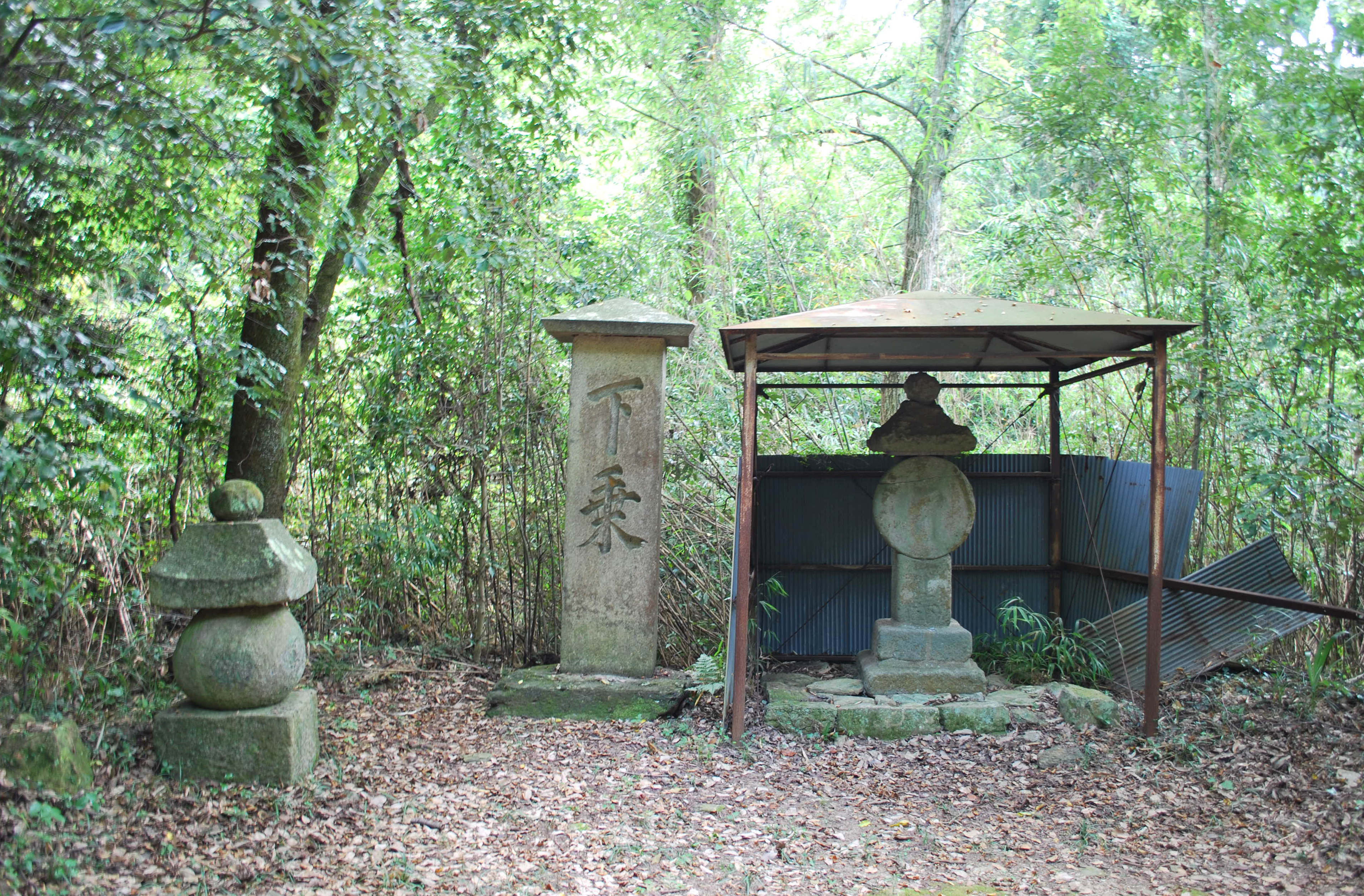
笠塔婆（白峯寺付近の遍路道）

香川県指定文化財一覧（かがわけんしていぶんかざいいちらん）は、香川県指定の文化財や史跡等を一覧形式でまとめたものであるが、全てを掲載しているわけではない。

## 有形文化財

### 建造物

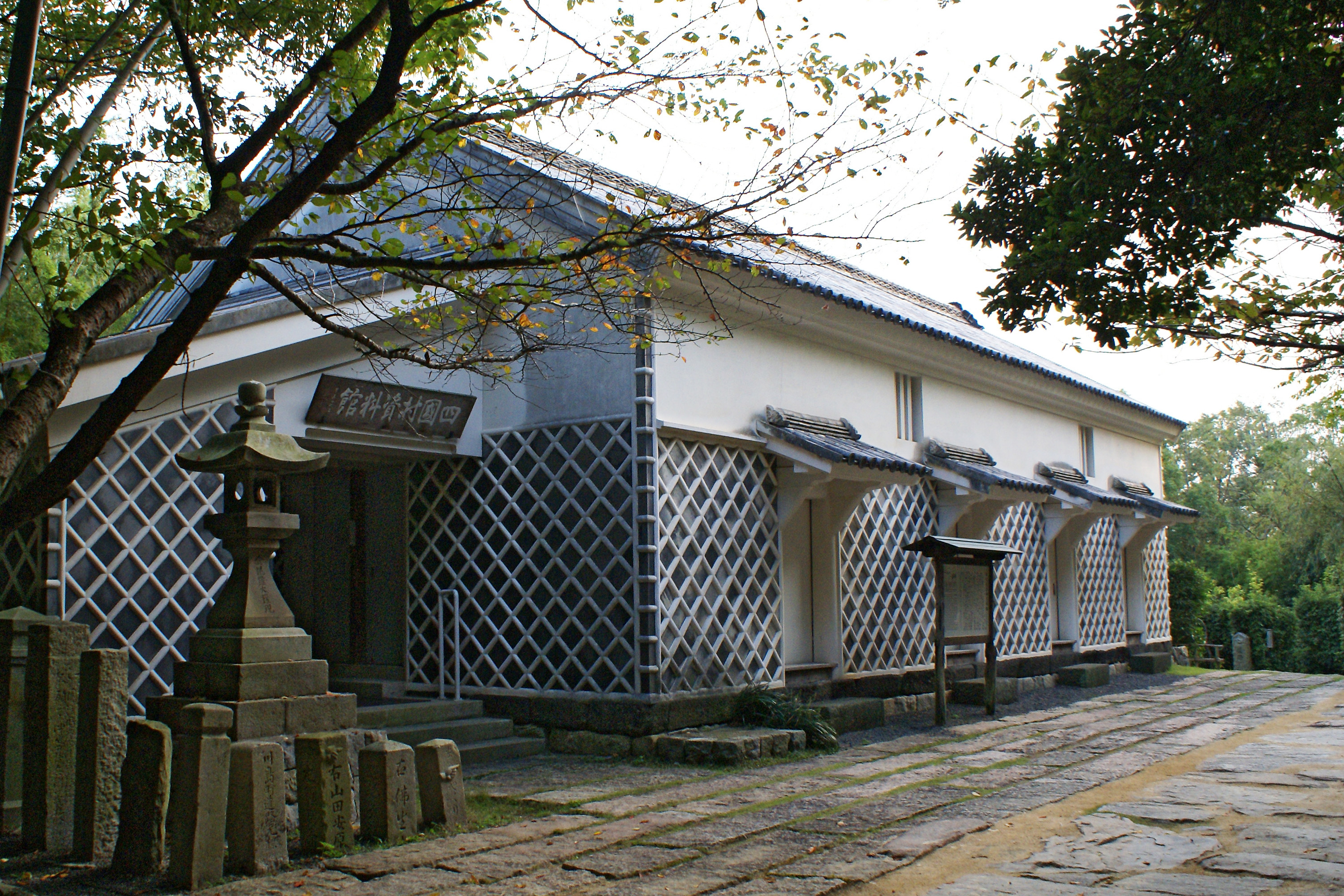
旧黒瀬家丸亀藩御用蔵（四国村）

- 猪熊家住宅 母屋 門 長屋〔東かがわ市松原〕 1954年8月18日指定
- 旧入江家住宅〔高松市牟礼町牟礼〕 1954年8月18日指定
- 白峯寺笠塔婆〔坂出市青海町〕 1961年6月6日指定 ※白峯寺
- 丸亀城 玄関先御門 薬医門 番所 長屋 附 土塀〔丸亀市一番丁〕 1963年4月9日指定 ※国（丸亀市）
- 八幡神社石鳥居〔小豆郡土庄町豊島家浦〕 1963年4月9日指定 ※家浦八幡神社
- 勝造寺層塔〔三豊市高瀬町下勝間〕 1963年4月9日指定 ※勝造寺
- 白峯寺五重塔〔坂出市青海町〕 1964年4月9日指定 ※白峯寺
- 白峯寺阿弥陀堂〔坂出市青海町〕 1964年4月9日指定 ※白峯寺
- 白峯寺客殿〔坂出市青海町〕 1964年4月9日指定 ※白峯寺
- 船屋形茶室〔綾歌郡宇多津町〕 1969年4月3日指定 ※西光寺
- 石造宝篋印塔〔東かがわ市中筋〕 1972年5月23日指定 ※與田寺
- 石造鳥居〔香川郡直島町〕 1972年5月23日指定 ※八幡神社
- 西教寺六面石幢〔さぬき市大川町富田東〕 1976年6月29日指定 ※西教寺
- 旧山下家住宅〔高松市屋島中町〕 1981年4月21日指定 ※（財）四国民家博物館
- 旧丸亀藩番所 附 境界標柱〔高松市屋島中町〕 1984年8月14日指定 ※（財）四国民家博物館
- 旧黒瀬家丸亀藩御用蔵〔高松市屋島中町〕 1984年8月14日指定 ※（財）四国民家博物館
- 志度寺閻魔堂及び奪衣婆堂〔さぬき市志度〕 1984年8月14日指定 ※志度寺
- 本山寺鎮守堂〔三豊市豊中町本山甲〕 1989年2月28日指定 ※本山寺

### 絵画
- 與田寺所蔵山水万壑松濤図〔東かがわ市中筋〕 1954年8月18日指定 ※與田寺
- 與田寺所蔵山王祭屏風〔東かがわ市中筋〕 1954年8月18日指定 ※與田寺
- 絹本著色胎蔵界曼荼羅図〔東かがわ市白鳥〕 1966年3月31日指定 ※白鳥美術館
- 絹本著色両界曼荼羅図〔観音寺市八幡町〕 1969年4月3日指定 ※観音寺
- 絹本著色両界曼荼羅図〔丸亀市一番丁〕 1969年4月3日指定 ※持宝寺（丸亀市立資料館）
- 絹本墨画不動明王立像二童子像〔綾歌郡宇多津町〕 1969年4月3日指定 ※円通寺
- 絹本著色稚児大師像〔東かがわ市中筋〕 1972年5月23日指定 ※與田寺
- 絹本著色釈迦三尊二声聞図〔綾歌郡宇多津町〕 1972年5月23日指定 ※郷照寺
- 紙本著色金毘羅祭礼図 六曲屏風〔仲多度郡琴平町〕 1974年6月15日指定 ※金刀比羅宮
- 紙本金砂子地著色百花の図 伊藤若冲筆〔仲多度郡琴平町〕 1974年6月15日指定 ※金刀比羅宮
- 紙本金地著色若松の図 岸岱筆〔仲多度郡琴平町〕 1974年6月15日指定 ※金刀比羅宮
- 紙本金地著色花菖蒲に水禽の図 岸岱筆〔仲多度郡琴平町〕 1974年6月15日指定 ※金刀比羅宮
- 紙本金地著色群蝶の図 岸岱筆〔仲多度郡琴平町〕 1974年6月15日指定 ※金刀比羅宮
- 紙本金地著色柳に白鷺の図 岸岱筆〔仲多度郡琴平町〕 1974年6月15日指定 ※金刀比羅宮
- 絹本著色八相涅槃図〔三豊市仁尾町仁尾北〕 1988年2月26日指定 ※常徳寺
- 紙本著色高松城下図 八曲屏風〔高松市玉藻町〕 1999年6月22日指定 ※香川県（香川県歴史博物館）
- 高松松平家博物図譜〔高松市玉藻町〕 2004年3月5日指定 ※松平頼武（香川県歴史博物館）
- 絹本著色日蓮聖人像 狩野常信筆〔三豊市三野町〕 2012年3月30日指定 ※本門寺

### 彫刻
- 與田寺本尊薬師如来〔東かがわ市中筋〕 1954年8月18日指定 ※與田寺
- 木造地蔵菩薩立像〔高松市錦町〕 1955年4月2日指定 ※弘憲寺
- 木造聖観音立像〔善通寺市吉原町〕 1955年4月2日指定 ※曼荼羅寺
- 木造薬師如来坐像〔さぬき市長尾東〕 1962年4月14日指定 ※極楽寺
- 木造大日如来坐像〔小豆郡小豆島町〕 1966年3月31日指定 ※正法寺
- 木造二天立像〔小豆郡小豆島町〕 1966年3月31日指定 ※正法寺
- 木造阿弥陀如来坐像〔東かがわ市白鳥〕 1966年3月31日指定 ※白鳥美術館
- 金銅誕生釈迦仏立像〔東かがわ市中筋〕 1969年4月3日指定 ※與田寺
- 木造如来形坐像〔さぬき市志度〕 1969年4月3日指定 ※志度寺
- 木造観音菩薩立像〔小豆郡土庄町〕 1969年4月3日指定 ※神条地区
- 木造帝釈天立像〔三豊市山本町〕 1969年4月3日指定 ※宗運寺
- 木造阿門如来坐像〔丸亀市本島町〕 1969年4月3日指定 ※持宝寺
- 木造大日如来坐像（伝聖観音坐像）薬師如来坐像 釈迦如来坐像〔観音寺市八幡町〕 1969年4月3日指定 ※観音寺
- 木造弥勒仏坐像〔丸亀市本島町〕 1969年4月3日指定 ※長命寺
- 木造薬師如来坐像〔三豊市山本町〕 1969年4月3日指定 ※大興寺
- 木造薬師如来坐像〔丸亀市本島町〕 1969年4月3日指定 ※長命寺
- 木造金剛力士立像〔さぬき市志度〕 1969年4月3日指定 ※志度寺
- 木造阿弥陀如来立像〔坂出市神谷町〕 1969年4月3日指定 ※清立寺
- 木造天台大師坐像〔三豊市山本町〕 1969年4月3日指定 ※大興寺
- 木造五大尊像〔高松市中山町〕 1969年4月3日指定 ※根香寺
- 金銅誕生釈迦仏立像〔高松市玉藻町〕 1970年4月28日指定 ※香川県
- 木造狛犬〔三豊市豊中町〕 1970年4月28日指定 ※高良神社
- 木造阿弥陀如来坐像〔綾歌郡宇多津町〕 1972年5月23日指定 ※郷照寺
- 木造狛犬〔東かがわ市水主〕 1972年5月23日指定 ※水主神社
- 木造獅子頭〔東かがわ市水主〕 1972年5月23日指定 ※水主神社
- 木造吉祥天立像〔坂出市青海町〕 1975年7月31日指定 ※白峰寺
- 木造阿弥陀如来立像〔三豊市高瀬町〕 1975年7月31日指定 ※勝造寺
- 木造兜跋毘沙門立像〔三豊市高瀬町〕 1975年7月31日指定 ※勝造寺
- 木造阿弥陀如来坐像 木造観音菩薩立像 木造勢至菩薩立像〔三豊市高瀬町〕 1976年6月29日指定 ※下司・成行・長畷自治会
- 木造金剛力士立像〔三豊市山本町〕 1976年6月29日指定 ※大興寺
- 木造菩薩立像〔仲多度郡まんのう町〕 1981年4月21日指定 ※恵光寺
- 木造千手観音立像〔三豊市仁尾町〕 1981年4月21日指定 ※覚城院
- 木造善女龍王像〔三豊市豊中町〕 1988年2月26日指定 ※本山寺
- 木造阿弥陀如来坐像〔観音寺市大野原町〕 1990年6月29日指定 ※五郷有木地区
- 木造聖徳太子二歳立像〔綾歌郡宇多津町〕 1993年12月28日指定 ※聖徳院
- 木造愛染明王坐像〔三豊市豊中町〕 1997年5月23日指定 ※本山寺
- 木造金剛力士立像〔三豊市豊中町〕 1997年5月23日指定 ※本山寺
- 木造薬師如来坐像〔さぬき市多和兼割〕 2006年2月10日指定 ※大窪寺
- 木造毘沙門天立像〔善通寺市善通寺町〕 2006年2月10日指定 ※善通寺
- 木造弘法大師座像〔仲多度郡琴平町〕 2009年3月31日指定 ※松尾寺
- 木造阿弥陀如来坐像 木造釈迦如来坐像 木造弥勒菩薩坐像〔高松市仏生山町〕 2011年3月31日指定 ※法然寺

### 工芸品

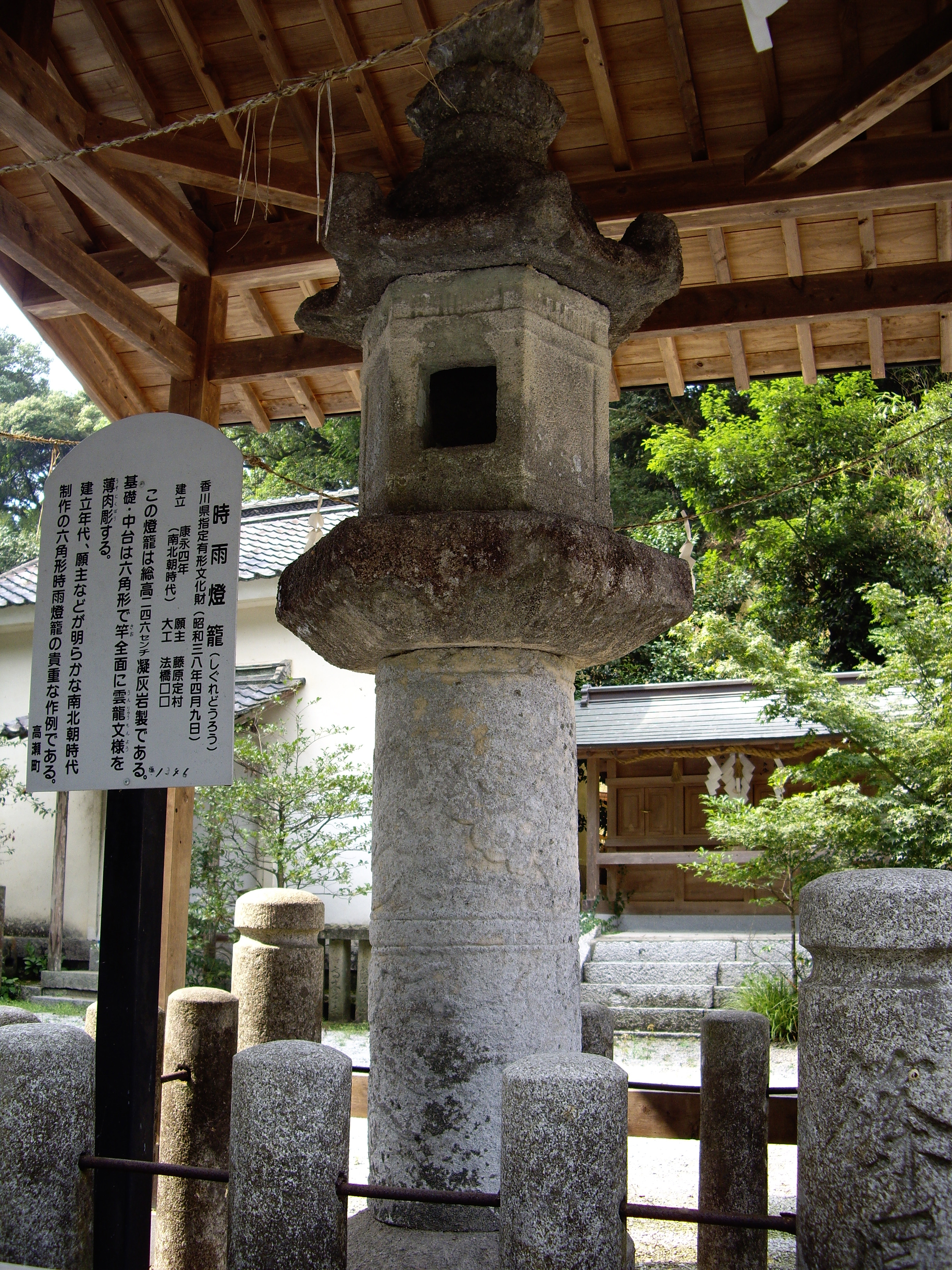
石燈籠（時雨燈籠）　大水上神社所蔵

- 刀 銘 備前国住長船与三左衛門尉祐定作〔小豆郡土庄町〕 1955年6月1日指定
- 刀 銘 備前国住長船与三左衛門尉祐光〔東かがわ市帰来〕 1955年6月1日指定
- わきざし 銘 備州長船勝光同宗光〔坂出市駒止町〕 1955年6月1日指定
- 刀 銘 備州長船法光〔坂出市駒止町〕 1955年6月1日指定
- 刀 銘 豊州高田住藤原統景〔坂出市駒止町〕 1955年6月1日指定
- 短刀 銘 国光（新藤五）〔坂出市駒止町〕 1955年6月1日指定
- 銅鐘〔高松市番町〕 1960年7月7日指定 ※法泉寺
- 白峯寺石燈籠〔坂出市青海町〕 1961年6月6日指定 ※白峯寺
- 石燈籠〔三豊市高瀬町〕 1963年4月9日指定 ※大水上神社
- 十二天像版木〔東かがわ市中筋〕 1964年4月9日指定 ※與田寺
- 刀 銘 龍藻軒多田鷹成〔高松市花ノ宮町〕 1970年4月28日指定
- 刀 銘 棗加賀守藤原包高〔さぬき市津田町津田〕 1970年4月28日指定
- 青貝微塵塗鞘および大小拵〔高松市玉藻町〕 1971年4月30日指定 ※（香川県歴史博物館）
- 舞楽面（尉.嫗）〔高松市玉藻町〕 1971年4月30日指定 ※（香川県歴史博物館）
- 木造大興寺扁額〔三豊市山本町〕 1974年6月15日指定 ※大興寺
- 太刀 銘 定利〔仲多度郡琴平町〕 1996年11月8日指定 ※金刀比羅宮
- 太刀 銘 助真〔仲多度郡琴平町〕 1996年11月8日指定 ※金刀比羅宮
- 刀 銘 肥前国忠吉〔仲多度郡琴平町〕 1996年11月8日指定 ※金刀比羅宮
- 刀 銘 伝江義弘（号芦葉江）〔高松市昭和町〕 1999年6月22日指定 ※高松市
- 鉄錫杖〔さぬき市多和兼割〕 2007年3月30日指定 ※大窪寺

### 書跡
- 紙本墨書後小松天皇宸翰御消息 紙本墨書後小松天皇宸翰女房奉書〔さぬき市志度〕 1955年4月2日指定
- 大般若波羅蜜多経〔仲多度郡多度津町〕 1957年4月20日指定 ※加茂神社
- 徳川光圀筆書状(十二月七日付今出川内府あて）〔綾歌郡宇多津町〕 1958年6月5日指定 ※西光寺
- 大野文書〔仲多度郡琴平町榎井〕 1963年4月9日指定
- 紙本墨書保元物語〔仲多度郡琴平町〕 1974年6月15日指定 ※金刀比羅宮
- 紙本墨書平治物語〔仲多度郡琴平町〕 1974年6月15日指定 ※金刀比羅宮
- 仏説観仏三昧海経 巻第二 1巻〔三豊市三野町大見〕 2007年3月30日指定 ※弥谷寺
- 仏説観仏三昧海経 巻第六 1巻〔善通寺市善通寺町〕 2007年3月30日指定 ※善通寺

### 古文書
- 秋山家文書〔三豊市高瀬町下勝間〕 1990年11月30日指定
- 本門寺中世文書 附日達奥書〔三豊市三野町〕 2012年3月30日指定 ※本門寺

### 考古資料
- 観音寺市室本町出土品〔観音寺市有明町〕 1958年6月5日指定 ※観音寺市
- 細形銅剣〔観音寺市有明町〕 1960年7月7日指定 ※（観音寺市郷土資料館）
- 妙音寺出土古瓦〔三豊市豊中町上高野〕 1973年5月12日指定 ※妙音寺
- 平形銅剣 高瀬町北条出土〔高松市玉藻町〕 1978年12月26日指定 ※香川県
- 鉄地金銀象嵌獣面紋大刀柄頭〔坂出市本町〕 1999年2月23日指定 ※（財）鎌田共済会
- 鉄錫杖 さぬき市寒川町旧極楽寺跡出土〔さぬき市長尾東〕 2007年3月30日指定 ※極楽寺
- 弥生土偶〔高松市天神前〕 2010年3月30日指定 ※香川県

### 歴史資料
- 本山寺蔵経文板木〔三豊市豊中町本山甲〕 1999年2月23日指定 ※本山寺

## 無形文化財
- 蒟醤〔高松市宮脇町ほか・さぬき市長尾西〕 2001年3月27日指定 ※保持者：伊賀寛泰・太田勝子・山下義人・大谷早人・佐々木正博
- 彫漆〔高松市高松町・さぬき市小田〕 2001年3月27日指定 ※保持者：北岡省三・中島光夫・石原雅員
- きゅう漆〔高松市仏生山町・香川町〕 2006年2月10日指定 ※保持者：西岡春行・竹内幸司

## 民俗文化財

### 有形民俗文化財
- 讃岐源之丞人形頭及び衣裳〔三豊市三野町大見〕 1962年9月20日指定 ※讃岐源之丞保存会
- 香翠座人形頭〔高松市円座町〕 1962年9月20日指定 ※香翠座デコ芝居保存会
- 直島女文楽人形頭及び衣裳〔香川郡直島町〕 1962年9月20日指定 ※直島女文楽
- 宇賀神社古式醸造用具〔三豊市豊中町笠田〕 1962年9月20日指定 ※宇賀神社
- 佐柳島長崎の埋め墓〔仲多度郡多度津町佐柳長崎〕 1965年4月3日指定 ※佐柳長崎地区
- ひようげ祭りの神具〔高松市香川町浅野〕 1965年4月3日指定 ※ひょうげ祭り保存会
- 冠纓神社の大獅子〔高松市香南町由佐〕 1970年4月28日指定 ※地内大獅子保存会・古川大獅子保存会
- 実相寺奉納模型和船〔さぬき市津田町津田〕 1977年7月26日指定 ※実相寺
- 山北神社奉納京極侯参勤交代御船揃絵馬〔丸亀市山北町〕 1977年7月26日指定 ※山北八幡神社
- 粟島伊勢神宮奉納舟絵馬〔三豊市詫間町粟島〕 1977年7月26日指定 ※（うち2点 瀬戸内海歴史民俗資料館）
- 高松藩飛竜丸船明細切絵図〔高松市玉藻町〕 1977年7月26日指定 ※松平公益会（香川県歴史博物館）
- 高見八幡宮奉納模型和船〔仲多度郡多度津町家中〕 1978年12月26日指定 ※高見八幡宮（多度津町立資料館）

### 無形民俗文化財
- 家浦二頭獅子舞〔三豊市仁尾町家浦〕 1954年8月18日指定 ※家浦二頭獅子舞保存会
- 北条念仏踊〔坂出市大屋富町〕 1956年5月12日指定 ※北条念仏踊保存会
- 南鴨念仏踊〔仲多度郡多度津町南鴨〕 1956年5月12日指定 ※南鴨念仏踊保存会
- 彌与苗踊.八千歳踊〔三豊市財田町財田中入樋〕 1956年5月12日指定 ※彌与苗踊保存会
- 櫃石ももて祭り〔坂出市櫃石町〕 1962年4月14日指定 ※王子神社氏子
- 木熊野神社特殊神事〔善通寺市中村町〕 1962年4月14日指定 ※木熊野神社特殊神事伝承会
- 生里.大浜.粟島ももて祭〔三豊市詫間町〕 1962年4月14日指定 ※生里ももて祭保存会・大浜ももて祭保存会・粟島ももて祭保存会
- 祇園座〔高松市香川町東谷〕 1965年4月3日指定 ※香川町農村歌舞伎保存会
- 南川太鼓〔さぬき市大川町南川〕 1967年5月30日指定 ※南川太鼓保存会
- 虎頭の舞〔東かがわ市白鳥〕 1969年4月3日指定 ※東かがわ市白鳥虎頭舞保存会
- 尺経獅子舞〔東かがわ市川東〕 1969年4月3日指定 ※尺経獅子保存会
- シカシカ踊り〔善通寺市原田町〕 1973年5月12日指定 ※シカシカ踊り保存会
- 安田おどり〔小豆郡小豆島町安田〕 1973年5月12日指定 ※安田おどり保存会
- 蹴鞠〔仲多度郡琴平町〕 1974年6月15日指定 ※金刀比羅宮蹴鞠会
- 吉津夫婦獅子舞〔三豊市三野町吉津〕 1974年6月15日指定 ※吉津夫婦獅子舞保存会
- 小豆島農村歌舞伎〔小豆郡土庄町肥土山・小豆島町中山〕 1975年7月31日指定 ※小豆島歌舞伎保存会
- 綾南の親子獅子舞〔綾歌郡綾川町〕 1977年7月26日指定 ※綾南の親子獅子舞保存会
- 庵治締太鼓〔高松市庵治町〕 1978年12月26日指定 ※庵治締太鼓保存会
- 和田.田野々雨乞踊〔観音寺市豊浜町和田・大野原町田野々〕 1978年12月26日指定 ※和田雨乞踊保存会・五郷田野々雨乞踊保存会
- 賀茂神社長床神事〔三豊市仁尾町仁尾〕 1981年4月21日指定 ※賀茂神社長床神事保存会
- 直島女文楽〔香川郡直島町〕 1984年8月14日指定 ※直島女文楽
- 垂水神社湯立神楽〔丸亀市垂水町〕 1995年3月31日指定 ※垂水神社湯立神楽保存会
- 坂本念仏踊〔丸亀市飯山町川原〕 1995年9月29日指定 ※坂本念仏踊保存会
- 讃岐源之丞〔三豊市三野町大見〕 2004年3月5日指定 ※讃岐源之丞保存会
- 香翠座デコ芝居〔高松市円座町〕 2004年3月5日指定 ※香翠座デコ芝居保存会
- 大川念仏踊〔仲多度郡まんのう町中通〕 2007年3月30日指定 ※大川念仏踊保存会
- 庵治の船祭り〔高松市庵治町〕 2009年6月26日指定 ※庵治皇子神社船渡御保存会

## 記念物

### 史跡

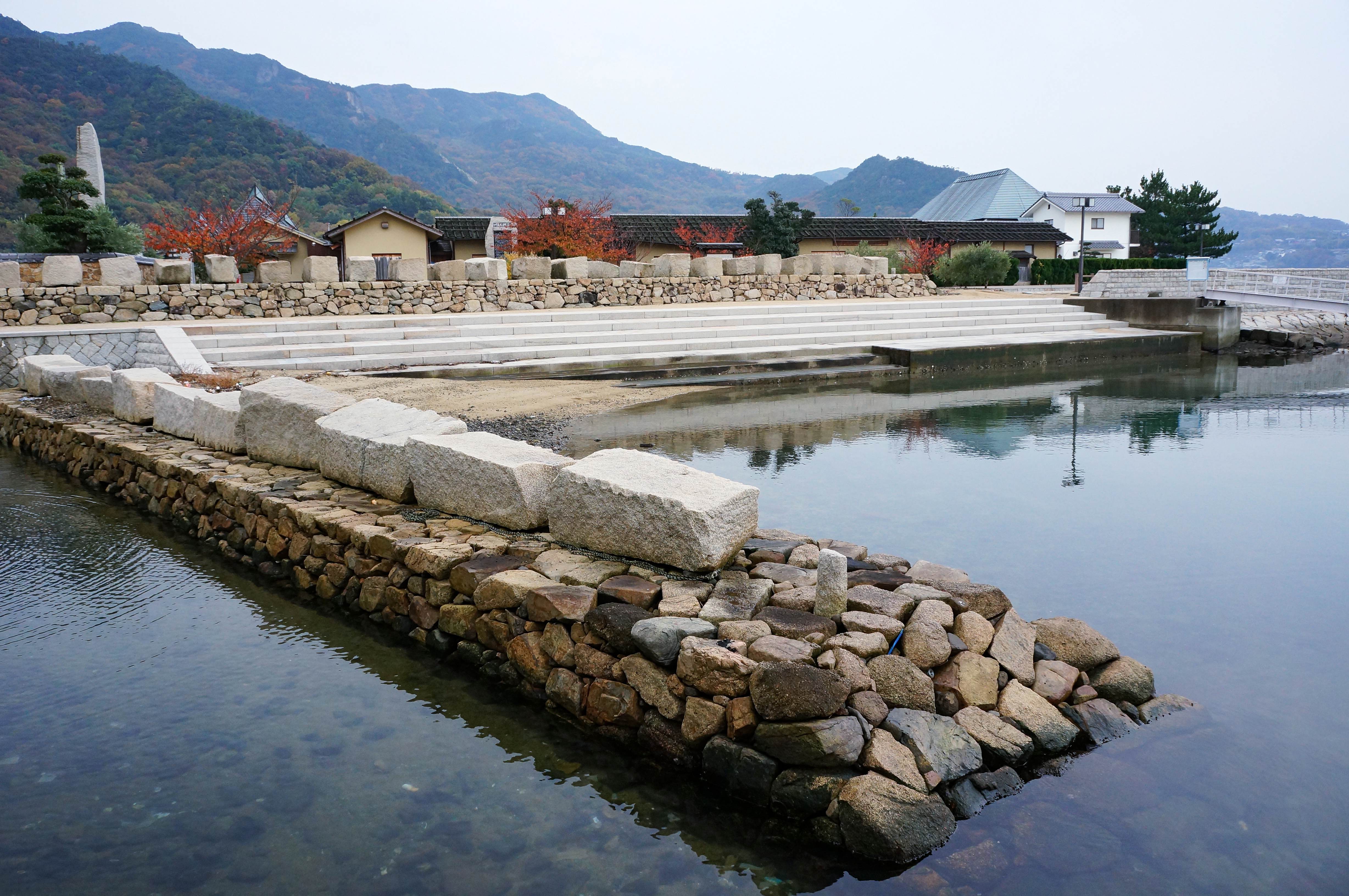
大坂城石垣石切とび越丁場跡および小海残石群

- 椀貸塚、角塚及び平塚〔観音寺市大野原町〕 1953年9月15日指定 ※大野原八幡神社
- 歓喜院内の瓦窯跡〔三豊市高瀬町下麻〕 1954年2月2日指定 ※法蓮寺
- 生駒親正夫妻墓所〔高松市錦町〕 1955年4月2日指定 ※弘憲寺
- 今岡古墳〔高松市鬼無町佐科・佐藤〕 1957年4月20日指定
- 小蔦島貝塚〔三豊市仁尾町仁尾丁〕 1958年6月5日指定 ※三豊市
- 富丘古墳群〔小豆郡土庄町渕崎甲〕 1960年7月7日指定 ※富丘八幡神社
- 弥谷寺信仰遺跡〔三豊市三野町大見乙〕 1968年6月4日指定 ※弥谷寺
- ますえ畑瓦窯跡〔綾歌郡綾川町北山田西〕 1968年6月4日指定 ※綾川町
- すべつと窯跡〔綾歌郡綾川町陶〕 1968年6月4日指定 ※香川県
- 辻の札場〔三豊市仁尾町仁尾丁〕 1969年4月3日指定 ※三豊市
- 吉金窯跡〔さぬき市大川町富田西〕 1969年4月3日指定 ※さぬき市
- 白鳥廃寺跡〔東かがわ市湊〕 1969年4月3日指定
- 大坂城用残石及番屋七兵衛屋敷跡〔小豆郡小豆島町岩谷甲〕 1970年4月28日指定
- 高松市茶臼山古墳〔高松市前田西町・東山崎町・新田町〕 1970年8月8日指定
- 開法寺塔跡〔坂出市府中町本村上所〕 1970年8月8日指定 ※坂出市
- 沙弥島千人塚〔坂出市沙弥島南通〕 1970年8月8日指定 ※坂出市
- 田尾茶臼山古墳〔坂出市八幡町・綾歌郡宇多津町茶臼〕 1971年4月30日指定 ※（坂出市・宇多津町）
- 大坂城石垣石切とび越丁場跡および小海残石群〔小豆郡土庄町小海〕 1971年4月30日指定 ※小海地区ほか（土庄町）
- 大坂城石垣石切千軒丁場跡〔小豆郡土庄町甲〕 1971年4月30日指定
- 大坂城石垣石切小瀬原丁場跡〔小豆郡土庄町平尾乙〕 1971年4月30日指定
- 星が城跡〔小豆郡小豆島町安田.片城〕 1972年4月27日指定 ※草壁.安田財産区
- 善通寺旧境内〔善通寺市善通寺町〕 1973年5月12日指定 ※善通寺
- 陣の丸古墳〔丸亀市綾歌町富熊〕 1973年5月12日指定
- 赤岡山古墳〔観音寺市大野原町中姫〕 1974年6月15日指定
- 南草木遺跡〔三豊市仁尾町仁尾乙〕 1975年7月31日指定
- 盛土山古墳〔仲多度郡多度津町奥白方〕 1976年6月29日指定
- 興隆寺跡石塔群〔三豊市豊中町下高野興隆寺〕 1976年6月29日指定
- 青ノ山一号窯跡〔丸亀市飯野町東分山下〕 1984年8月14日指定 ※丸亀市
- 紫雲出山遺跡〔三豊市詫間町大浜紫雲出山乙〕 1984年9月14日指定 ※三豊市
- 笠島城跡〔丸亀市本島町笠島城根〕 1987年10月30日指定 ※笠島人名会ほか（丸亀市）
- 沙弥ナカンダ浜遺跡〔坂出市沙弥島北通〕 1989年2月28日指定 ※坂出市
- 香色山経塚群〔善通寺市善通寺町平谷〕 1996年11月8日指定 ※善通寺

### 名勝
- 小比賀家築山庭園〔高松市御厩町〕 1971年4月30日指定

### 天然記念物
- 蓮成寺のイヌマキとフウラン〔木田郡三木町氷上〕 1954年2月2日指定 ※蓮成寺
- 蛭子神社境内のムクの木〔さぬき市長尾東〕 1954年2月2日指定 ※蛭子神社
- 浄源坊のウバメガシ〔小豆郡土庄町渕崎甲〕 1954年2月2日指定 ※浄源坊
- 日枝神社の樟〔観音寺市柞田町丙〕 1954年8月18日指定 ※日枝神社
- 與田寺のムクの木〔東かがわ市中筋〕 1954年8月18日指定 ※與田寺
- 熊野神社の二本杉〔木田郡三木町奥山〕 1956年5月12日指定 ※熊野神社
- 老杉洞の日本サル群〔小豆郡小豆島町神懸通不動乙〕 1957年4月20日指定 ※小豆島町
- 銚子渓の日本サル群〔小豆郡土庄町肥土山蛙子〕 1957年4月20日指定 ※㈱小豆島観光開発
- 小与島のササユリ〔坂出市与島町小与島西方〕 1958年6月5日指定 ※坂出市
- 片山愛樹園のソテツ〔小豆郡土庄町豊島甲生〕 1958年6月5日指定
- 善通寺市中村町の木熊野神社社叢〔善通寺市中村町〕 1959年6月27日指定 ※木熊野神社
- 船山神社のクス〔高松市仏生山町甲〕 1960年7月7日指定 ※船山神社
- 根上りカシ〔高松市栗林町〕 1962年4月14日指定 ※香川県
- ソテツの岡〔高松市栗林町〕 1962年4月14日指定 ※香川県
- 長尾衝上断層〔さぬき市長尾名〕 1963年4月9日指定 ※さぬき市
- 三宝寺のボダイジュ〔東かがわ市入野山〕 1967年5月30日指定 ※三宝寺
- 大北のクワ〔さぬき市大川町南川〕 1969年4月3日指定
- 志々島の大くす〔三豊市詫間町志々島〕 1970年4月28日指定 ※利益院
- 南川のふじ〔さぬき市大川町南川〕 1970年4月28日指定 ※さぬき市
- 師走谷の大なら〔さぬき市大川町南川〕 1970年4月28日指定
- 一瀬神社社叢〔高松市中山町〕 1971年4月30日指定 ※中山組
- 善通寺境内の大グス〔善通寺市善通寺町〕 1971年4月30日指定 ※善通寺
- 内海八幡神社社叢〔小豆郡小豆島町馬木宮山甲〕 1971年4月30日指定 ※内海八幡神社
- 福田八幡神社社叢〔小豆郡小豆島町福田甲〕 1971年4月30日指定 ※福田八幡神社
- 岩部八幡神社のイチョウ〔高松市塩江町安原上〕 1971年4月30日指定 ※岩部八幡神社
- 杉王神社のスギ〔仲多度郡まんのう町川東〕 1971年4月30日指定 ※杉王神社
- 王子神社社叢〔小豆郡土庄町小海甲〕 1972年5月23日指定 ※小海地区
- ゆるぎ岩〔綾歌郡宇多津町〕 1973年5月12日指定 ※聖通寺
- 高見島龍王宮社叢〔仲多度郡多度津町高見六社通〕 1988年7月5日指定 ※多度津町